# Yunganglong
Yunganglong („drak z jeskyní Jün-kang“) byl rod ornitopodního dinosaura z kladu Hadrosauromorpha, žijícího v období rané svrchní křídy (geologický věk cenoman, asi před 100 až 94 miliony let) na území dnešní severovýchodní Číny (provincie Šan-si, oblast Cuo-jün).

## Popis

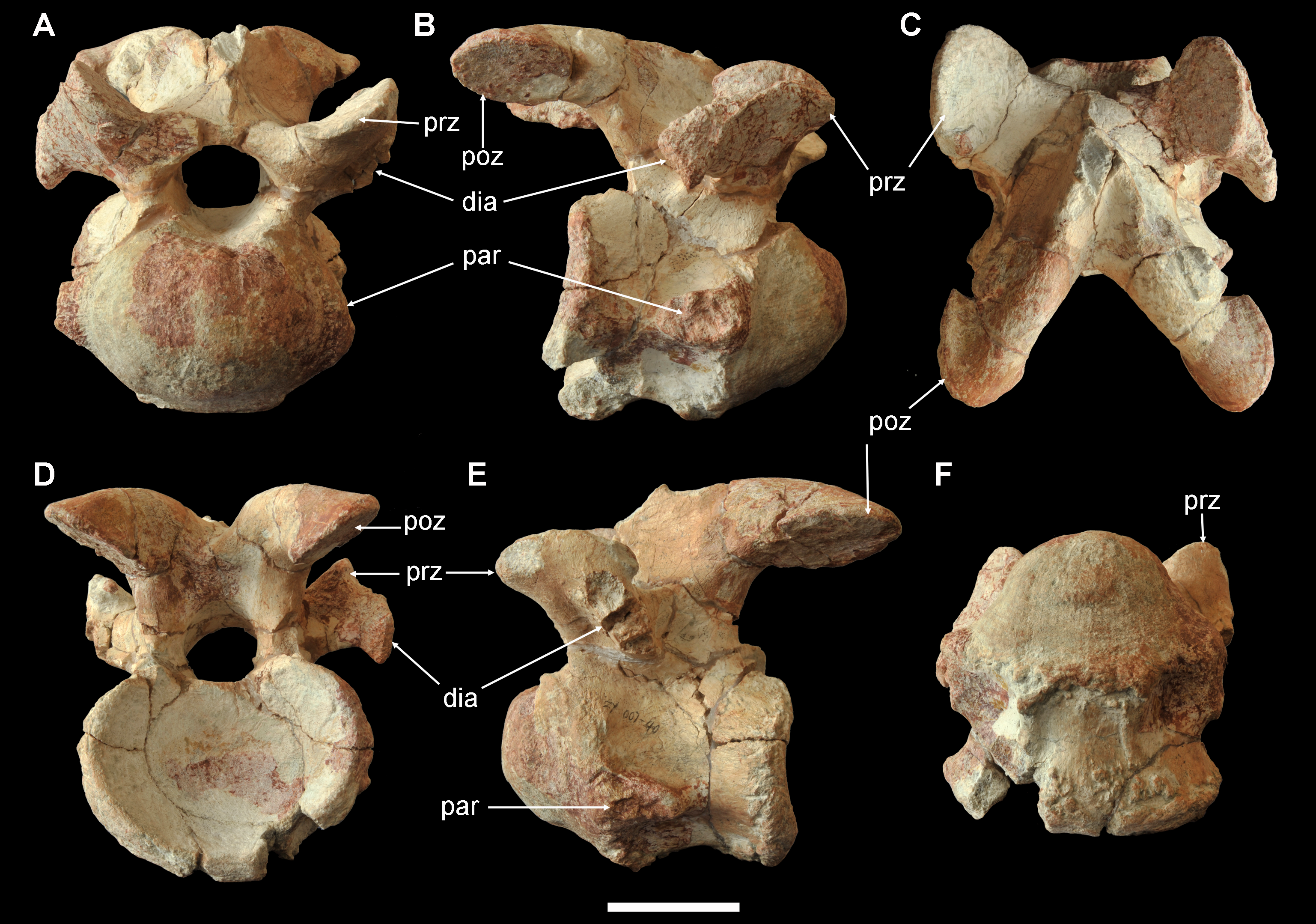
Fosilní krční obratle rodu Yunganglong.

Fosilie tohoto ornitopodního dinosaura byly objeveny týmem paleontologů z instituce Shanxi Museum of Geology (Geologické muzeum v Šan-si) roku 2011 v sedimentech souvrství Ču-ma-pchu (Zhumapu), pocházejícího z období geologického stupně cenoman. Sestávají z částečně dochované kostry jednoho jedince (holotyp nese katalogové označení SXMG V 00001). Formálně byl typový druh Yunganglong datongensis popsán týmem čínských paleontologů v roce 2013. Ve stejné lokalitě byly objeveny také fosilie rohatých dinosaurů (ceratopsů) a ankylosaurů, kromě toho zde byl objeven také hadrosauroid druhu Zuoyunlong huangi.

## Systematické zařazení
Fylogenetická analýza ukázala, že Yunganglong byl pravděpodobně zástupcem kladu Hadrosauromorpha a jeho blízkými příbuznými byly například rody Jintasaurus, Nanyangosaurus, Protohadros a Shuangmiaosaurus.